# Batalla de Baugé
La batalla de Baugé, librada entre los ingleses y un ejército franco-escocés el 22 de marzo de 1421 en Baugé, Francia, al este de Angers, fue una gran derrota para los ingleses en la Guerra de los Cien Años. El ejército inglés estaba dirigido por el hermano del rey  Tomás, duque de Clarence, mientras que los franco-escoceses estaban dirigidos tanto por Juan Estuardo, conde de Buchan, como por Gilbert de Lafayette, mariscal de Francia. La fuerza inglesa era de 4000 hombres, aunque sólo se desplegaron 1500, frente a 5000 franceses y escoceses.

## Antecedentes
En 1415  Enrique V, con la intención de reanudar la guerra, navegó de Inglaterra a Francia con una fuerza de unos 10 500 hombres. Luego prosiguió una campaña militar muy exitosa, incluyendo la victoria decisiva en la Batalla de Agincourt, y recuperó de la Corona francesa gran parte de las tierras que Inglaterra poseía anteriormente en Francia.
Los escoceses habían estado en alianza con Francia desde 1295. En 1419 la situación en Francia era desesperada. Normandía se perdió ante los ingleses y París ante los borgoñones. Francia se encontraba en un estado de guerra civil entre la facción realista y los partidarios de los duques de Borgoña. En estas circunstancias de deterioro, el  Delfín pidió ayuda a los escoceses. Un ejército escocés fue reunido bajo el liderazgo de Juan Estuardo, conde de Buchan y Archibald, Earl of Wigtown y desde finales de 1419 hasta 1421 el ejército escocés se convirtió en el pilar de la defensa del Delfín del valle del bajo Loire.
Cuando Enrique regresó a Inglaterra en 1421, dejó a su presunto heredero, Tomás, Duque de Clarencia, a cargo del resto del ejército. Siguiendo las instrucciones del Rey, Clarence condujo a 4000 hombres en incursiones por el  Anjou y  Maine. Este recorrido encontró poca resistencia, y para el Viernes Santo, 21 de marzo de 1421, el ejército inglés había acampado cerca de la pequeña ciudad de Vieil-Baugé. El ejército franco-escocés de unos 5000 efectivos también llegó a la zona de Vieil-Baugé para bloquear el avance del ejército inglés. Fue comandada por el Conde de Buchan y el nuevo Mariscal de Francia, el Sieur de Lafayette; sin embargo, las fuerzas inglesas se dispersaron, y muchos de los arqueros ingleses habían cabalgado en busca de saqueo o forraje. El  sábado de Pascua, uno de estos grupos de forrajeo capturó a un hombre de armas escocés que fue capaz de proporcionar inteligencia al Duque de Clarence, sobre los 5000 soldados escoceses fuertes. Clarence estaba deseoso de enfrentarse al enemigo; sin embargo, tenía un problema: al día siguiente era el Domingo de Pascua, uno de los días más sagrados del calendario cristiano, cuando una batalla sería impensable. Según las crónicas de Walter Bower, ambos comandantes acordaron una breve tregua para la Pascua. According to the chronicles of Walter Bower both commanders agreed to a short truce for Easter.

## Batalla

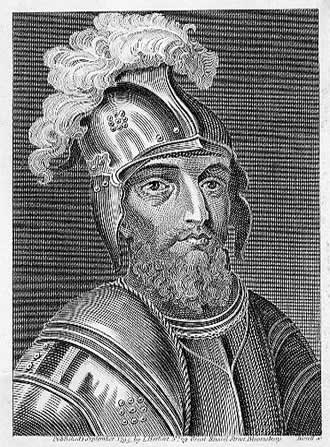
John Stewart, segundo conde de Buchan, líder de las fuerzas escocesas en Baugé.

Hay varios relatos de la Batalla de Baugé; pueden variar en los detalles; sin embargo, la mayoría está de acuerdo en que el factor principal de la victoria escocesa fue la imprudencia del duque de Clarence. Descartó el consejo de sus lugartenientes, el John Holland, segundo Duque de Exeter y Gilbert Umfraville, de consolidar su propia fuerza y posición; en lugar de ello ordenó a Thomas Montacute, cuarto conde de Salisbury que reuniera a todos los arqueros y lo siguiera lo antes posible. Clarence entonces, con sólo unos 1500 hombres de armas disponibles, y prácticamente sin arqueros, cargó contra las líneas franco-escocesas. Los escoceses se reunieron apresuradamente, y la batalla se unió en un puente que Clarence intentó cruzar. Un centenar de arqueros escoceses, bajo elmando de sir Robert Stewart de Ralston, reforzados por el séquito de Hugh Kennedy, sostuvieron el puente e impidieron el paso el tiempo suficiente para que el Conde de Buchan reuniera al resto de su ejército.
Cuando Clarence finalmente se abrió paso, se enfrentó al cuerpo principal del ejército franco-escocés; sus hombres de armas fueron desmontados y bien defendidos por los arqueros escoceses. En la melée que siguió, John Carmichael of Douglasdale rompió su lanza matando al Duque de Clarence. Hay varias versiones de cómo Clarence encontró su muerte, pero, de acuerdo con Bower, el caballero escocés Sir John Swinton hirió al príncipe en la cara, pero fue Sir Alexander Buchanan quien se le atribuye el haber matado al Duque con su maza y haber mantenido en alto la corona del Duque muerto en su lanza en señal de triunfo.
Otra versión decía que un escocés de las tierras altas, Alexander Macausland de Lennox, fue el responsable de la muerte de Clarence, mientras que un cronista francés Georges Chastellain dijo que un francés mató al Duque. La Batalla de Bauge, y los Personajes Comprometidos en ella] en John Gough Nichols' The Herald and Genealogist, Volumen 5. pp. 340-351 para una discusión sobre la variación de detalles y fuentes sobre cómo Clarence encontró su muerte.
Más tarde, probablemente por la tarde, Salisbury tomó medidas decisivas, quien, tras haber logrado reunir a los arqueros ingleses, utilizó una contingencia de ellos para rescatar lo que quedaba de la fuerza inglesa y recuperar algunos de los cuerpos de los caídos, entre ellos el de Clarence.

## Repercusiones
Sin embargo, los escoceses permitieron que el resto del ejército inglés, liderado por Salisbury, escapara y perdieron la oportunidad de expulsar a los ingleses de Francia. Sin embargo, la batalla aseguró la reputación del ejército escocés en Francia y los escoceses ya no fueron descartados como «bebedores de vino y comedores de cordero» por sus aliados franceses. Al oír la victoria escocesa, el Papa Martín V hizo un comentario al reiterar un dicho medieval común: En verdad, los escoceses son conocidos como antídoto contra los ingleses.
El Delfín pudo explotar la victoria en Baugé, anunciando su intención de invadir la Normandía inglesa, e hizo de Archibald Douglas, conde de Wigtown, conde de Longueville y señor de Dun-le-roi. Sir John Stewart de Darnley recibió las tierras de Aubigny-sur-Nère y Concressault. El Conde de Buchan fue nombrado Condestable de Francia. En 1422, el Delfín creó el «centenar de hombres de armas de la escolta del Rey», conocidos como las «Cien Lanzas de Francia», para complementar a los 24 arqueros de la Garde Ecossaise. Los Cien Lanzas se convirtieron finalmente en la compañía conocida como la «Gendarmería de Francia», que se distinguió en  Fontenoy en 1745. John Carmichael fue elegido obispo de Orleans en 1426, y fue uno de los 6 obispos que asistieron a la coronación del Delfín como  Carlos VII en 1429 en Reims. A Hugh Kennedy, conocido por los franceses como Canede, se le concedió el derecho de acuartelar su escudo con la flor de lis de Francia.
Mientras tanto,  Enrique V había estado ocupado en Inglaterra con su esposa  Catalina de Valois. Catalina había sido coronada en Westminster a finales de febrero de 1421. Poco después de la coronación de la reina, Enrique y Catalina habían emprendido giras separadas por Inglaterra. Mientras Enrique estaba en el norte de Inglaterra fue cuando le informaron del desastre de Baugé y de la muerte de su hermano. Se dice, por los contemporáneos, que ha llevado la noticia varonilmente. Enrique V regresó a Francia con un ejército de 4000-5000 hombres. Llegó a Calais el 10 de junio de 1421, antes de irse a París; luego visitó Chartres y el Gatinés antes de regresar a París. Varias ciudades clave del sur aún eran leales a las fuerzas del Delfín, lo que llevó a Enrique a decidir eliminarlas como un factor para siempre. Después de tomar la primera ciudad, se trasladó para asediar la ciudad de Meaux, fuertemente fortificada y controlada por el delfín. Resultó ser más difícil de superar de lo que se pensaba. El asedio comenzó alrededor del 6 de octubre de 1421, y la ciudad se mantuvo durante siete meses antes de caer finalmente el 11 de mayo de 1422. Durante su campaña en Francia, Enrique V enfermó y murió, probablemente de disentería, el 31 de agosto de 1422.
La guerra en Francia continuó bajo el gobierno del duque de Bedford, y se ganaron varias batallas. Los ingleses obtuvieron una victoria decisiva en la batalla de Verneuil (17 de agosto de 1424). En la batalla de Baugé, Clarence había atacado al ejército franco-escocés sin el apoyo de sus arqueros. En Verneuil los arqueros ingleses lucharon con efectos devastadores. El resultado de la batalla fue destruir virtualmente el ejército de campo del Delfín. Para entonces, Jaime I, que había regresado a Escocia, era reacio a enviar más ayuda a los franceses, y las expediciones escocesas en ayuda de Francia ya no eran un factor en la guerra. Sin embargo, a pesar de ello, vale la pena señalar que la alianza y la amistad entre los escoceses y los franceses seguía siendo fuerte - un testimonio de ello es el hecho de que muchos escoceses todavía se unieron al ejército francés, sobre todo, a medida que los conflictos se intensificaron más tarde. En particular, cuando Juana de Arco marchó triunfalmente con sus tropas después de liberar la ciudad tras el asedio de Orleans el 8 de mayo de 1429, los anales de la historia registraron que muchos escoceses que habían luchado con ellos fueron escuchados tocando la «Marcha de Robert The Bruce» durante esta entrada victoriosa. Después de su muerte, los escoceses añadieron un nuevo nombre a esta marcha: «El Himno de Juana de Arco». En la actualidad, 14 de julio, durante las celebraciones de la Fiesta Nacional Francesa en Francia, muchos cuerpos militares franceses y bandas de gaitas escocesas tocan esta melodía en particular en memoria de Santa Juana de Arco, así como para subrayar las contribuciones de los escoceses a la liberación de Francia de Inglaterra.

## Bajas notables y cautivos
Muertos
- Tomas de Lancaster, primer duque de Clarence  †
- John Grey,  primer conde de Tankerville   †
- John de Ros, VII barón de Ros   †
- Gilbert de Umfraville, duque de Kyme  †

Cautivos
- John Beaufort,  primer duque de Somerset capturado por Laurence Vernon
- John Holland, segundo duque de Exeter capturado por sir John Sibbald de Balgonie
- Tomás Beaufort, conde de Perche, Conde de Dorset y Duque de Exeter capturado por sir John Stewart de Darnley
- séptimo barón FitzWalter capturado por Hugh Cunningham